# Vlastimír
Vlastimír je mužské křestní jméno slovanského původu. Význam je mír vlasti (majetku, mocí, vládě). Jmeniny slaví 17. března.

## Domácké podoby
Vlasta, Vlastek, Vlastík, Mirek, Vlastin, Vlast, Slávek, Mirda

## Další podoby
- Vlastimír – slovensky
- Vlastimir – slovinsky, chorvatsky
- Властимир – bulharsky, makedonsky, srbsky, černohorsky